# Vaniljlökssläktet
Vaniljlökssläktet (Nothoscordum) är ett växtsläkte i familjen amaryllisväxter.
- Wikimedia Commons har media som rör Vaniljlökssläktet.